# Talbrücke Haseltal (A 71)
Die Talbrücke Haseltal ist mit 724 m die längste Spannbetonbalkenbrücke der Bundesautobahn 71. 
Die Brücke liegt bei Kilometer 147 zwischen den Anschlussstellen Meiningen-Nord und Meiningen-Süd und überquert vom Osthang des Küchenberges bis zum Westhang des Bitthäuser Berges das Haseltal bei Ellingshausen. Dabei werden in einer Höhe von maximal 22 m mit 12 Feldern die Hasel mit der Landesstraße 1131 zwischen Ellingshausen und Rohr sowie die Bahnstrecke Neudietendorf–Ritschenhausen überspannt. Die Autobahn hat im Grundriss am Widerlager Nord beginnend auf eine Länge von 248 m einen Radius von 1000 m, gefolgt von einem 395 m langen Abschnitt mit einer Wendeklothoide (A=450) und abschließend einem Kreisbogen mit einem Radius von 1050 m. Das Längsgefälle beträgt größtenteils 0,78 % Richtung Süden. Gebaut wurde die Brücke mit zwei getrennten Überbauten zwischen den Jahren 2000 und 2004 bei Kosten von ungefähr 13 Millionen Euro.

## Gründung und Unterbauten
Die Widerlager und Pfeiler sind auf Großbohrpfählen mit einem Durchmesser von 1,2 m und Längen zwischen 17 m und 20 m gegründet. Dabei wurden in den Stützenachsen 8 Pfähle unter 1,5 m dicken Pfahlkopfplatten angeordnet. Die viereckigen Pfeiler mit Höhen zwischen 16 m und 20 m haben einen quadratischen um 45° gedrehten Vollquerschnitt mit 1,8 m Seitenlänge. Zur Aufnahme der Lager sind die Pfeilerköpfe durch Riegel miteinander verbunden.

## Überbauten

Hohlkastenquerschnitt einer Spannbetonbrücke

Die beiden nebeneinanderliegenden Überbauten der Spannbetonbrücke sind Durchlaufträger mit einem Hohlkastenquerschnitt und konstanten Konstruktionshöhen von 3,5 m. Die Vorspannung besteht aus einer Mischbauweise mit internen und externen Spanngliedern.
Die Stützweiten betragen für die 12-feldrige Brücke beim nördlichen Überbau 51 m + 8 × 65 m + 62 m + 50 m + 41 m und beim südlichen Überbau 51 m + 8 × 65 m + 62 m + 50 m + 31 m.

## Ausführung
Aufgrund der komplizierten Grundrissgeometrie wurden die beiden Überbauten der Brücke mit einer Vorschubrüstung hergestellt, welche die Lasten über stählerne Hilfspfeiler abtrug. 

## Besonderheit
Aufgrund der Insolvenz der ausführenden Rohbaufirma verzögerte sich die Fertigstellung des zweiten Überbaus um ein Jahr.